# Овонг

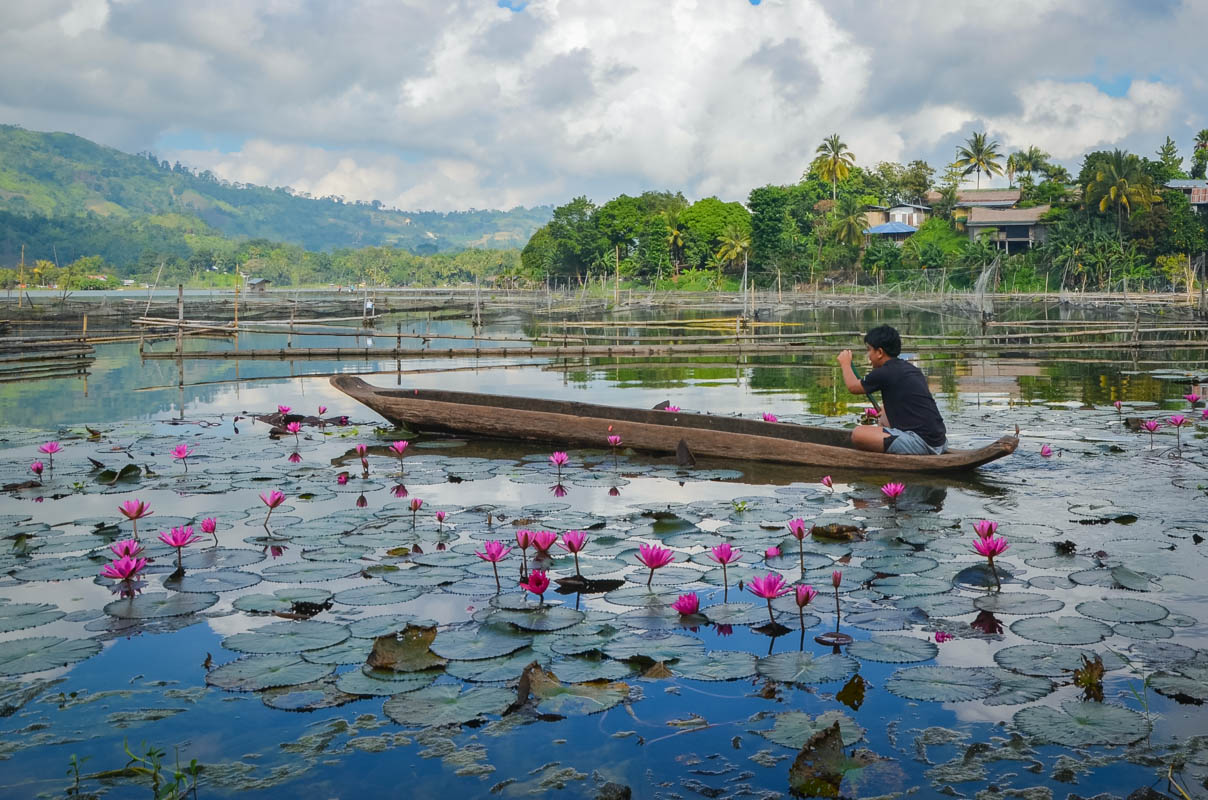
Овонг на озері Себу. о.Мінданао

Овонг (owong) — традиційні невеликі каное-довбанки, що використовуються народністю тболі на озерах острова Мінданао на Філіппінах. Зазвичай виготовляється з видовбаних стовбурів дерев лаваан (Shorea spp.).
Овонг має довжину від 3,5 до 5 метрів, приводиться в рух за допомогою весел і може перевозити до 3-4 людей. Човен використовується представниками народності тболі для риболовлі та перевезень пасажирів та невеликих вантажів на озерах Себу, Лахіт і С'лотон на південному заході острова Мінданао.